# 2219 Mannucci
2219 Mannucci је астероид главног астероидног појаса. Приближан пречник астероида је 39,49 ,
а средња удаљеност астероида од Сунца износи 3,152 астрономских јединица (АЈ).
Инклинација (нагиб) орбите у односу на раван еклиптике је 7,582 степени, а орбитални период износи 2044,730 дана (5,598 година). Ексцентрицитет орбите астероида износи 0,122.
Апсолутна магнитуда астероида износи 10,70 а геометријски албедо 0,059.
Астероид је откривен 13. јуна 1975. године.